# Rob de Vos
Rob de Vos (Rotterdam, 20 mei 1955 – Hoogvliet, april 2018) was een Nederlands redacteur en oprichter van het online tijdschrift Meander.
De Vos was de geestelijk vader en de stuwende kracht achter Meander, dat hij in 1995 begon als e-mailnieuwsbrief met bijbehorende website. Hij besprak optredens en boeken, hield interviews en publiceerde enkele keren een gedicht. In Meander gaf hij bekende en vooral ook beginnende dichters een podium. De nieuwsbrieven bereikten zevenduizend abonnees. De Vos overleed in 2018 plotseling in zijn eigen huis.